# St. James, Minnesota
St. James là một thành phố thuộc quận Watonwan, tiểu bang Minnesota, Hoa Kỳ. Năm 2010, dân số của thành phố này là 4605 người.

## Dân số
- Dân số năm 2000: 4695 người.
- Dân số năm 2010: 4605 người.